# Moraleja

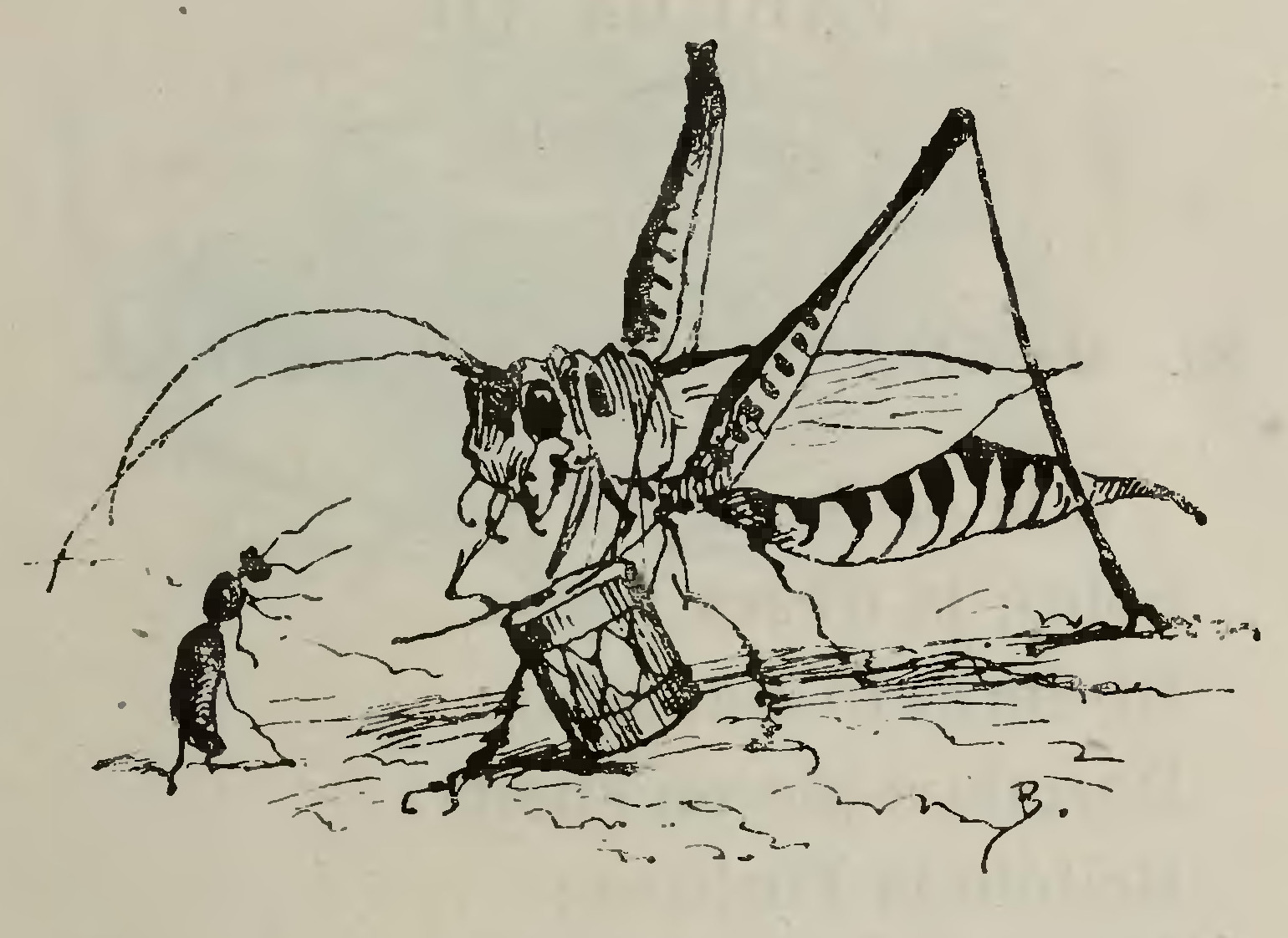
Ilustración de J. J. Grandville en 1882 para las Fábulas de Samaniego ubicada al pie de La cigarra y la hormiga: Yo, dijo la Cigarra, Á todo pasajero Cantaba alegremente Sin cesar ni un momento. Hola! ¿con que cantabas, Cuando yo andaba al remo? Pues ahora que yo como, Baila, pese á tu cuerpo."

Una moraleja (del latín morālis) es una 'lección o enseñanza que se deduce de una fábula, ejemplo, anécdota, etcétera'. Se trata de una enseñanza que sirve de lección para la vida cotidiana y que aporta al conocimiento de lo que se considera moral, que generalmente se transmite mediante un relato histórico o una narración ficticia, y que evita los prejuicios y estereotipos que impiden su real comprensión, implicando que el mismo oyente, lector o espectador determine por sí mismo cuál es la enseñanza (o lección).

## Técnicas que se usan para transmitir las moralejas
El uso de personajes muy característicos sirve al propósito de la moraleja, ya que elimina la complejidad de las distintas situaciones, personalidades y cosas de la vida cotidiana, para aclarar aún más la verdadera enseñanza que se desea compartir.

## El uso de la moraleja en la historia humana
En toda la historia de la humanidad, la moraleja se ha transmitido mediante la literatura y usando la ficción no solamente para entretener, sino sobre todo para instruir, informar o mejorar moralmente a su público. Las moralejas han sido más obvias en la literatura de niños, y a veces se presentan de manera explícita, con la frase: "la moraleja de la historia es…". Se utilizan más bien sus sinónimos (instrucción, consejo, mensaje, principio moral, máxima).